# Râul Corozelul Sec
Râul Corozelul Sec este un curs de apă, afluent al râului Corozel. 